# Les Sept Vérités
Les Sept Vérités (Seven Types of Ambiguity) est une mini-série australienne en six parties de 55 minutes adaptée du roman éponyme d'Elliot Perlman et diffusée du 13 avril au 18 mai 2017 sur ABC1.
En France, la série a été diffusée les 10 mai et 11 mai 2018 sur Arte. Elle reste inédite dans les autres pays francophones.

## Fiche technique
- Titre original : Seven Types of Ambiguity
- Titre français : Les Sept Vérités
- Réalisation : Ana Kokkinos, Glendyn Ivin et Matthew Saville
- Scénario : Jacquelin Perske, Jonathan Gavin et Marieke Hardy, d'après le roman éponyme de Elliot Perlman paru en 2003
- Direction artistique : Josephine Ford
- Décors : Jeffrey Thorp
- Costumes : Cappi Ireland
- Photographie : Bonnie Elliott
- Son : [ingénieur du son]
- Montage : Rodrigo Balart, Anne Carter, Ken Sallows
- Musique : Stephen Rae, Jonathan Wilson
- Production : Amanda Higgs
- Société de production : Matchbox Pictures
- Pays d'origine :  Australie
- Langue originale : anglais
- Format : couleur — HD 1080i — 16/9 — son stéréo
- Genre :  Drame

- Nombre d'épisodes : 6 (1 saison)
- Durée : 55 minutes
- Dates de première diffusion :
  - Australie : 13 avril 2017
  - France : 10 mai 2018

## Distribution

### Acteurs principaux
- Alex Dimitriades (VF : Thomas Roditi) : Joe Marin
- Andrea Demetriades (en) (VF : Noémie Orphelin) : Angela
- Xavier Samuel (VF : Eilias Changuel) : Simon Heywood
- Hugo Weaving (VF : Stéphane Bazin) : Alex Klima
- Leeanna Walsman (VF : Rafaèle Moutier) : Anna Marin
- Anthony Hayes (en) (VF : Jérôme Pauwels) : Mitch
- Susie Porter (VF : Laurence Crouzet) : Gina Serkin
- Harrison Molloy (VF : Karine Foviau) : Sam Marin

### Acteurs récurrents
- Sarah Peirse (VF : Véronique Augereau) : l'inspecteur Staszic
- Janet Andrewartha (VF : Maïté Monceau) : Kathleen
- Zoe Bertram (en) (VF : Patricia Piazza) : May Heywood
- Andrew McFarlane (VF : Régis Lang) : Donald Sheere
- Anthony Phelan (VF : Philippe Catoire) : William Heywood
- Tony Briggs (en) (VF : Thierry Desroses) : l'inspecteur Threlfall
- Nicholas Bell (en) (VF : Vincent Violette) : Gorman
- Haiha Le (VF : Laurence Dourlens) : Ula
- Maria Theodorakis (en) (VF : Gaëlle Savary) : Deborah
- Ben Keller (VF : Benjamin Bollen) : Adam
- Madison Daniel (VF : Clara Soares) : Rachel
- Fiona Macleod (VF : Patricia Piazza) : Moira
- Katrina Milosevic (VF : Laura Zichy) : Claire
- Keith Brockett (VF : Ludovic Baugin) : Robert Wistrich
- Alex Papps (VF : Éric Aubrahn) : Robert Henshaw
- Trudy Hellier (VF : Ariane Deviègue) : la juge

### Invités
- Carita Farrer Spencer (VF : Armelle Gallaud) : Barbara Collins (épisode 1)
- Alex Litsoudis (VF : Guillaume Bourboulon) : Roger (épisode 1)
- Sophia Katos (VF : Julie Turin) : Dilara (épisode 3)
- Katerina Kotsonis (VF : Anne Plumet) : Hamide (épisode 3)
- George Ginis (VF : Régis Lang) : l'oncle Adir (épisode 3)
- Freya Stafford (en) (VF : Élisabeth Ventura) : Greta (épisode 4)
- Marco Chiappi (VF : Jérôme Rebbot) : Terry (épisode 4)
- Chris Kemp (VF : Franck Capillery) : le neurochirurgien (épisode 4)
- Eva Lazzaro (VF : Lila Lacombe) : Rebecca (épisode 5)
- Jacek Koman (VF : Jean-Loup Horwitz) : Gideon (épisode 5)
- Claudia Greenstone (VF : Caroline Burgues) : Svetlana (épisode 5)

## Épisodes
1. Joe
2. Alex
3. Angela
4. Mitch
5. Gina
6. Anna

## Adaptations internationales
- Seven Types of Ambiguity (en anglais) ;
- Mirage (en arabe) ;